# Football Club Esperia Viareggio 2013-2014
Questa voce raccoglie le informazioni riguardanti il Football Club Esperia Viareggio nelle competizioni ufficiali della stagione 2013-2014.

## Stagione
Nella stagione 2013-2014 il Viareggio disputa il quinto campionato consecutivo in Lega Pro Prima Divisione, il ventunesimo disputato dal club nel terzo livello del calcio italiano. La squadra inizia la stagione con in panchina Roberto Miggiano, poi il 30 ottobre la guida tecnica viene affidata a Cristiano Lucarelli. Intanto il Viareggio viene eliminato al primo turno della Coppa Italia dalla Cremonese per 3-0, e al primo turno della Coppa Italia Lega Pro dalla Virtus Entella per 3-2. In campionato conclude il girone B al tredicesimo posto, e viene ammesso alla nuova terza serie.
Vista la riforma in essere in questo campionato non ci sono retrocessioni. Il 12 giugno 2014 il presidente Dinelli comunica di aver raggiunto gli accordi per la cessione della società a Domenico Filippelli, imprenditore di Montecatini. Nessuno in città aveva risposto all'appello di un anno fa.

## Divise e sponsor
Lo sponsor tecnico per la stagione 2013-2014 è Royal, mentre lo sponsor ufficiale è Saint-Gobain.
| Casa | Trasferta | Terza divisa |

## Organigramma societario
Area direttiva
- Presidente: Stefano Dinelli
- Direttore generale: Andrea Borghini

Area organizzativa
- Segretario generale: Massimo Moscardini
- Team manager: Giacomo Lippi

Area marketing
- Ufficio marketing: Paolo Matteucci

Area tecnica
- Allenatore: Roberto Miggiano, da novembre Cristiano Lucarelli
- Allenatore in seconda: Giampaolo Pinna, da novembre Alessandro Conticchio
- Preparatore atletico: Marco Tamburini
- Preparatore dei portieri: Giampaolo Pinna

Area sanitaria
- Medici sociali: Guido Giannecchini, Marco Cupisti, Marco Ambrogi

## Rosa
| N. |                   | Ruolo | Calciatore         |
| -- | ----------------- | ----- | ------------------ |
|    | Italia (bandiera) | P     | Massimo Gazzoli    |
|    | Italia (bandiera) | P     | Jacopo Furlan      |
|    | Italia (bandiera) | D     | Diego Conson       |
|    | Italia (bandiera) | D     | Fabio Lamorte      |
|    | Italia (bandiera) | D     | Daniele Celiento   |
|    | Italia (bandiera) | D     | Davide Ferrari     |
|    | Italia (bandiera) | D     | Luca Marongiu      |
|    | Italia (bandiera) | D     | Nicola Falasco     |
|    | Italia (bandiera) | D     | Giuseppe Nicolao   |
|    | Italia (bandiera) | D     | Luca Piana         |
|    | Italia (bandiera) | C     | Alessandro De Vena |
|    | Italia (bandiera) | C     | Samuele Pizza      |

| N. |                   | Ruolo | Calciatore         |
| -- | ----------------- | ----- | ------------------ |
|    | Italia (bandiera) | C     | Lorenzo Galassi    |
|    | Italia (bandiera) | C     | Daniel Gemignani   |
|    | Italia (bandiera) | C     | Gianmarco Gerevini |
|    | Italia (bandiera) | C     | Domenico Mungo     |
|    | Italia (bandiera) | C     | Simone Della Latta |
|    | Italia (bandiera) | A     | Alessandro Romeo   |
|    | Italia (bandiera) | A     | Lorenzo Benedetti  |
|    | Italia (bandiera) | D     | Andrea Peverelli   |
|    | Italia (bandiera) | A     | Marco Rosafio      |
|    | Italia (bandiera) | A     | Davide Matteini    |
|    | Italia (bandiera) | A     | Ighli Vannucchi    |

## Calciomercato

### Sessione estiva(dal 01/07 al 02/09)
| Acquisti | Acquisti           | Acquisti | Acquisti          |
| R.       | Nome               | da       | Modalità          |
| -------- | ------------------ | -------- | ----------------- |
| A        | Gabriele Pirone    |          |                   |
| C        | Simone Della Latta | Empoli   | prestito          |
| C        | Daniele Celiento   | Napoli   | prestito          |
| D        | Lorenzo Benedetti  | Prato    | comproprietà      |
| P        | Jacopo Furlan      | Empoli   | comproprietà      |
| A        | Alessandro De Vena | Napoli   | compartecipazione |

| Cessioni | Cessioni         | Cessioni  | Cessioni      |
| R.       | Nome             | a         | Modalità      |
| -------- | ---------------- | --------- | ------------- |
| C        | Luca Marongiu    | Cremonese | prestito      |
| C        | Andrea Peverelli | Novara    | fine prestito |

### Fuori sessioni
| Acquisti | Acquisti          | Acquisti | Acquisti |
| Ruolo    | Nome              | da       | Modalità |
| -------- | ----------------- | -------- | -------- |
| P        | Angelo Montenegro |          |          |

| Cessioni | Cessioni        | Cessioni | Cessioni    |
| R.       | Nome            | a        | Modalità    |
| -------- | --------------- | -------- | ----------- |
| D        | Gianmarco Mioni |          | rescissione |
| A        | Gabriele Pirone |          | rescissione |

### Sessione invernale(dal 03/01 al 31/01)
| Acquisti | Acquisti   | Acquisti  | Acquisti |
| R.       | Nome       | da        | Modalità |
| -------- | ---------- | --------- | -------- |
| D        | Luca Piana | Sampdoria | prestito |

| Cessioni | Cessioni      | Cessioni | Cessioni |
| R.       | Nome          | a        | Modalità |
| -------- | ------------- | -------- | -------- |
| A        | Marco Rosafio | L'Aquila | prestito |

## Risultati

### Lega Pro Prima Divisione

#### Girone di andata
| Arbitro: | Martinelli (Roma) |

|                |           |                      |
| Martignago 12’ | Marcatori | 85’ (rig.) Benedetti |

| Arbitro: | Piccinini (Forlì) |

|           |           |             |
| Pizza 29’ | Marcatori | 47’ Malcore |

| Arbitro: | Cifelli (Campobasso) |

|                              |           |                                 |
| Pastore 48’ D’Agostino 90+3’ | Marcatori | 5’ (aut.) Arrighini 44’ De Vena |

| Arbitro: | Marini (Roma) |

|  |           |                |
|  | Marcatori | 82’ Panariello |

| Arbitro: | Fiore (Barletta) |

|                                                    |           |                      |
| De Sousa 5’ (rig.), 14’ Ciciretti 25’ Triarico 80’ | Marcatori | 17’ (rig.) Benedetti |

| Arbitro: | Capilungo (Lecce) |

|                            |           |                           |
| Benedetti 35’ Gerevini 64’ | Marcatori | 85’ Longobardi 88’ Domini |

| Viareggio 13 ottobre 2013, ore 15:00 7ª giornata | Viareggio         | 0 – 0 referto | Frosinone | Stadio Torquato Bresciani (611 spett.)\| Arbitro: \| Lanza (Nichelino) \| |
| Arbitro:                                         | Lanza (Nichelino) |               |           |                                                                           |

| Arbitro: | Di Martino (Teramo) |

|            |           |               |
| Guazzo 28’ | Marcatori | 90+3’ De Vena |

| Arbitro: | Aversano (Treviso) |

|  |           |                            |
|  | Marcatori | 57’ De Agostini 70’ Lanini |

| Arbitro: | Piccinini (Forlì) |

|                                   |           |  |
| Zigoni 9’, 42’ Falasco 52’ (aut.) | Marcatori |  |

| Viareggio 10 novembre 2013, ore 14.30 CEST 11ª giornata | Viareggio       | 0 – 0 referto | Ascoli | Stadio Torquato Bresciani\| Arbitro: \| Morreale (Roma) \| |
| Arbitro:                                                | Morreale (Roma) |               |        |                                                            |

| Arbitro: | Bellotti (Verona) |

|  |           |                           |
|  | Marcatori | 37’ Vannucchi 65’ Rosafio |

| 24 novembre 2013 13ª giornata |  | – Turno di riposo Viareggio |  |  |

| Arbitro: | Di Martino (Teramo) |

|  |           |                        |
|  | Marcatori | 18’ Eusepi 38’ Fabinho |

| Arbitro: | Mangialardi (Pistoia) |

|                        |           |            |
| Giovio 43’ Bombagi 70’ | Marcatori | 6’ Rosafio |

| Arbitro: | Caso (Verona) |

|                         |           |               |
| Romeo 17’ Vannucchi 30’ | Marcatori | 90+2’ Mengoni |

| Arbitro: | Rapuano (Rimini) |

|  |           |               |
|  | Marcatori | 89’ Vannucchi |

#### Girone di ritorno
| Arbitro: | Rasia (Bassano del Grappa) |

|                    |           |              |
| Rigione 54’ (aut.) | Marcatori | 52’ Fioretti |

| Arbitro: | Guarino (Caltanissetta) |

|               |           |  |
| Cremaschi 73’ | Marcatori |  |

| Viareggio 19 gennaio 2014, ore 14:30 CEST 20ª giornata | Viareggio         | 0 – 0 referto | Pontedera | Stadio Torquato Bresciani\| Arbitro: \| Bellotti (Verona) \| |
| Arbitro:                                               | Bellotti (Verona) |               |           |                                                              |

| Arbitro: | Albertini (Ascoli Piceno) |

|  |           |                                  |
|  | Marcatori | 3’ Romeo 73’ Pizza 87’ Benedetti |

| Arbitro: | Illuzzi (Molfetta) |

|                |           |                                        |
| Libertazzi 57’ | Marcatori | 61’ Rosafio 84’ Del Pinto 92’ Gallozzi |

| Arbitro: | Martinelli (Roma) |

|                                 |           |  |
| Giallombardo 10’ Caccavallo 25’ | Marcatori |  |

| Arbitro: | Verdenelli (Foligno) |

|                                |           |             |
| Curiale 12’ (rig.) Carlini 76’ | Marcatori | 69’ Galassi |

| Arbitro: | Serra (Torino) |

|  |           |                                                             |
|  | Marcatori | 2’ Mounard 38’, 81’ Mendicino 45’ (rig.) Foggia 70’ Gustavo |

| Arbitro: | Pelagatti (Arezzo) |

|           |           |  |
| Lamma 33’ | Marcatori |  |

| Arbitro: | Ripa (Nocera Inferiore) |

|                    |           |  |
| Vannucchi 27’, 76’ | Marcatori |  |

| Arbitro: | Strippoli (Bari) |

|                        |           |  |
| Carpani 9’ Tripoli 27’ | Marcatori |  |

| Arbitro: | Prontera (Bologna) |

|                                 |           |               |
| Rosafio 37’ Liverani 55’ (aut.) | Marcatori | 25’ La Mantia |

| 30 marzo 2014 30ª giornata |  | – Turno di riposo Viareggio |  |  |

| Arbitro: | Pagliardini (Arezzo) |

|                             |           |             |
| Mazzeo 57’ Scognamiglio 59’ | Marcatori | 45+1’ Piana |

| Viareggio 13 aprile 2014, ore 15:00 CEST 32ª giornata | Viareggio        | 0 – 0 referto | Grosseto | Stadio Torquato Bresciani\| Arbitro: \| Fiore (Barletta) \| |
| Arbitro:                                              | Fiore (Barletta) |               |          |                                                             |

| Arbitro: | Tardino (Milano) |

|                                        |           |                   |
| Melara 15’ Mancosu 18’ Campagnacci 66’ | Marcatori | 10’, 69’ Matteini |

| Arbitro: | Dei Giudici (Latina) |

|           |           |                           |
| Mungo 29’ | Marcatori | 62’ Giovinco 68’ Favasuli |

### Coppa Italia
| Arbitro: | Albertini (Ascoli Piceno) |

|                                     |           |  |
| Casoli 47’ Visconti 53’ Carlini 67’ | Marcatori |  |

### Coppa Italia Lega Pro
| Arbitro: | Marinelli (Tivoli) |

|                           |           |                                         |
| Romeo 52’ Della Latta 58’ | Marcatori | 24’ Folla 71’ (rig.) M. Russo 74’ Sarno |